# James McDivitt
James Alton McDivitt  (Chicago, Illinois, 1929. június 10. – Tucson, 2022. október 13.)  amerikai űrhajós.

## Életpálya
1951-től szolgál az amerikai légierőben; szolgált a koreai háborúban, ahol 145 bevetésen vett részt. 1959-ben a Michigani Egyetemen repülőmérnöki diplomát szerzett. 1960-tól berepülőpilóta. 1962. szeptember 17-től, a második amerikai csoportban kezdte meg az űrhajóskiképzést. Második küldetése után a leszálló legénységek holdbéli útjait tervező csoport vezetője lett, majd 1969 augusztusától az Apollo-program vezetője. Összesen 14 napot, 2 órát és 56 percet töltött a világűrben. 1972 júniusában leszerelt a légierőtől és a NASA űrhajóskötelékéből.

## Repülések
(zárójelben a repülés dátuma)
- Gemini–4 (1965. június 3.–7.)
- Apollo–9 (1969. március 3.–13.)

### Gemini–4
McDivitt – a második emberes Gemini-küldetés parancsnoka – az első NASA űrhajós (a többiek: Frank Borman, Neil Armstrong, Gerard Paul Carr és Joe Engle), aki rögtön első repülésén parancsnoki kinevezést kapott. A négynapos út során a Gemini–4 pilótája, Edward White elvégezte az első amerikai űrsétát.

### Apollo–2
McDivitt lett volna a parancsnoka a tervezett második Apollo-repülésnek 1967-ben, de a küldetést törölték az Apollo–1 tragikus tűzesete után.

### Apollo–9
Az Apollo–9 legénysége – James McDivitt parancsnok, David Scott parancsnokimodul-pilóta és Russell Schweickart holdkomppilóta – tíz nap alatt berepülte az Apollo-rendszer első működőképes holdkompját.

## Elismerések
Négy tiszteletbeli doktori cím birtokosa.

## Érdekességek
Bélyegen is megörökítették az űrrepülését. Ő volt az első katolikus vallású ember, aki az űrben járt.